# Baerenthal
Baerenthal település Franciaországban, Moselle megyében. Lakosainak száma 742 fő (2022. január 1.). Baerenthal Éguelshardt, Mouterhouse, Philippsbourg, Lichtenberg, Oberbronn, Offwiller és Reipertswiller községekkel határos.

## Népesség
A település népességének változása:
| Lakosok száma | 735  | 694  | 723  | 703  | 779  | 779  | 778  | 763  | 756  | 742  |
|               | 1968 | 1982 | 1990 | 2006 | 2013 | 2015 | 2017 | 2019 | 2020 | 2022 |